# Evenks
Het Evenks, Evenkisch of Evenki (Эвэды̄ турэ̄н, Evedȳ turēn, ᠧᠠᠩᠬᠢ) vroeger (in Rusland) Toengoezisch of (in China) Solon genoemd, is de belangrijkste taal van de Toengoezische talen. Het wordt gesproken door de Evenken in Rusland en de Solon in de Volksrepubliek China.
De taal is sterk beïnvloed door het Russisch en in sommige gebieden ook sterk door het Jakoets of het Boerjatisch. Omdat Evenkse kinderen tijdens de Sovjetperiode gedwongen waren om Russisch te leren is als gevolg hiervan de kennis van het Russisch sterk gestegen en de kennis van hun moedertaal sterk gedaald. Als gevolg hiervan wordt de taal beschouwd als bedreigd.
Het Evenks kent verschillende dialecten, die verdeeld zijn in drie hoofdgroepen (noord, zuid en oost) en aanzienlijk van elkaar verschillen. In de Sovjet-Unie werd in 1931 een geschreven taal geïntroduceerd op basis van het Latijns schrift gevolgd door een alfabet op basis van het Cyrillisch schrift in 1937. In China wordt het op experimentele basis geschreven in een Mongools schrift.

## Genetische verwantschap
In de late 18e eeuw werden de gelijkenissen tussen het Evenks en het Mantsjoe ontdekt door Peter Simon Pallas. Een meer formele taalstudie naar het Evenks inclusief een wetenschappelijke grammatica werd midden 19e eeuw verricht door Matthias Castrén en werd destijds beschouwd als een 'baanbrekende' studie op het vlak van de 'Toengoesologie'. De positie van het Evenks binnen de Toengoezische talen is onderwerp van discussie. Volgens sommigen valt de Toengoezische taalfamilie op te delen in het Mantsjoe aan de ene kant en alle andere Toengoezische talen aan de andere kant. Volgens Ethnologue kan de taalfamilie worden opgedeeld in een noordelijke tak met het Evenks, Eveens en Negidal, een zuidwestelijke tak (waaronder het Mantsjoe) en een zuidoostelijke tak (zoals het Nanai). Weer anderen plaatsen het Evenks en het Mantsjoe elk op het einde van een continuüm.

## Dialecten

### Rusland
Bulatova telt 14 dialecten en 50 subdialecten binnen Rusland tussen de rivier de Jenisej en het eiland Sachalin. Deze dialecten zijn hoofdzakelijk vernoemd naar de rivier waaraan het gesproken wordt en kunnen grotendeels op basis van fonologie worden onderverdeeld in drie hoofdgroepen:
- Noordelijk (fricatief):
  - Ilimpeja: Ilimpeja, Agata en Bolsjoj, Porog, Toera, Toetontsjany, Doedinka/Chantaj
  - Jerbogatsjen: Jerbogatsjen, Nakanno
- Zuidelijk (sibilant):
  - Stil:
    - Sym: Tokma of Boven-Nepa, Boven-Lena of Katsjoeg, Angara
    - Noord-Baikal: Noord-Baikal, Boven-Lena

  - Sissend:
    - Stenige Toengoeska: Vanavara, Koejoemba, Poligoes, Soerinda, Tajmoera of Tsjirinda, Oetsjami, Tsjemdalsk
    - Nepa: Nepa, Kirensk
    - Vitim-Nertsja/Baoent-Talotsja: Baoent, Talotsja, Toengoekotsjan, Nertsja
- Oostelijk (sibilant-fricatief):
  - Vitim-Oljokma: Bargoezin, Vitim/Kalar, Oljokma, Toengir, Tokko
  - Boven-Aldan: Aldan, Boven-Amoer, Amga, Dzjeltoelak, Timpton, Tommot, Chingan, Tsjoelman, Tsjoelman-Giljoej
  - Oetsjoer-Zeja: Oetsjoer, Zeja
  - Selemdzja-Boereja-Oermi: Selemdzja, Boereja, Oermi
  - Ajan-Maj: Ajan, Aim, Maj, Nelkan, Totti
  - Toegoer-Tsjoemikan: Toegoer, Tsjoemikan
  - Sachalin (geen subdialecten)

### China
De Evenken in China spreken eveneens verschillende dialecten. Volgens Ethnologue wordt het dialect Hihue of Hoy beschouwd als het standaarddialect en bestaan er daarnaast de dialecten Haila’er, Aoluguya (Olguya), Chenba’erhu (Old Bargu) en Morigele (Mergel). Volgens Ethnologue verschillen deze dialecten behoorlijk van die in Rusland.

## Alfabet

### Rusland
Tot begin 20e eeuw had het Evenks geen geschreven taal. Verschillende onderzoekers in de 18e en 19e eeuw beschreven Evenkse woorden in hun eigen schrift. De eerste Evenkse teksten (waaronder het Onzevader-gebed) werden in 1705 opgenomen in de tweede editie van het boek Noord en Oost Tartaryen van Nicolaes Witsen. Ook andere onderzoekers zoals Von Stralhenberg, Pallas en Messerschmidt namen Evenkse teksten op in hun werken. Het Russisch Bijbelgenootschap vertaalde in 1818 passages uit het Nieuwe Testament in het Evenks op basis van het Cyrillisch schrift.
In de jaren 1920 werd een eerste alfabet opgesteld. Onderzoekster Glafira Vasiljevitsj schreef in mei 1928 een klein tekstboek voor zijn Evenkse studenten in Leningrad. Daarvoor gebruikte ze een Evenks alfabet op basis van Latijns schrift. Een jaar later stelde ze het “Eerste boek voor het lezen in de Toengoezische taal” (Әwәnkil dukuwuntin) samen. Dit alfabet bestond uit de volgende letters: A a B b Ç ç D d Ӡ ӡ E e Ә ә G g H h I i K k L l M m N n Ŋ ŋ O o P p R r S s T t U u W w Y y; Bij deze letters werd gebruik gemaakt van diacrieten: een macron om de lengte van de toon aan  te geven en een komma onder de letter n (velaire nasaal) om palatalisatie aan te geven.
In 1930 werd besloten om voor de meerderheid van de volkeren van het noorden van de Sovjet-Unie een geschreven taal te creëren waarbij het Latijns schrift als basis werd gekozen. Het project voor een Evenks alfabet werd nog hetzelfde jaar gestart door Ja. P. Alkor. Alkor gebruikte het alfabet van Vasiljevitsj met toevoeging van letters voor het weergeven van Russische leenwoorden (C c, F f, J j, W w, Z z) en het vervangen van de W w door de V v. Na enige verfijning werd de letter Ç ç vervangen door C c, de V v weer door de W w en werd de letter Y y eruit gehaald. Het alfabet dat zo ontstond was gebaseerd op het meest bestudeerde zuidelijke Nepa-dialect, dat te noorden van de oblast Irkoetsk gesproken wordt. In mei 1931 werd dit geromaniseerde alfabet officieel goedgekeurd en vanaf 1932 werden de eerste boeken in de taal gepubliceerd. Het officiële gelatiniseerde Evenkse alfabet zag er als volgt uit:
| A a | B в | C c | D d | Ʒ ʒ | E e | Ə ə | Ə̄ ə̄ | F f |
| G g | H h | I i | J j | K k | L l | M m | N n | Ņ ņ |
| Ŋ ŋ | O o | P p | R r | S s | T t | U u | W w | Z z |

In 1937 werd het Evenkse alfabet net als bij de andere alfabetten van de volkeren van de Sovjet-Unie omgezet naar het Cyrillisch schrift dat nog steeds in gebruik is. In de eerste versie bestond het uit 33 letters van het Russische alfabet en de digraaf Нг нг (Ng ng) om de klank /ŋ/ aan te geven. In de jaren vijftig werd deze digraaf vervangen door de letter Ӈ ӈ, maar deze letter wordt vanwege typografische beperkingen alleen inconsistent gebruikt in gedrukte werken. Het woordenboek van Boldyrev uit 1994 gebruikt in plaats daarvan de letter ң. Andere klanken die wel in het Evenks en niet in het Russisch worden gevonden, zoals /dʒ/, hebben geen letter gekregen in dit alfabet. In plaats daarvan staat de д voor zowel /d/ als /dʒ/. Wanneer de uitspraak van de laatste wordt bedoeld, wordt deze gevolgd door een van de Cyrillische gejoteerde letters, op dezelfde wijze als deze letters in het Russisch palatalisatie van de voorgaande medeklinker weergeven. Dergelijke orthografische beslissingen hebben echter geleid tot enige verwarring en tot de overdracht van de Russische fonetiek aan het Evenks bij jongere sprekers. De spelwijzen "ди" en "ды" waren bijvoorbeeld bedoeld om [dʒi] en [di] (hetzelfde klinkergeluid) op te nemen. In het Russisch zijn "и" en "ы" echter respectievelijk de verschillende klinkers /i/ en /ɨ/. Lange klinkers worden in educatieve teksten soms aangegeven met macrons.
In de jaren 1950 werd de basis van de geschreven taal vertaald in het zuidelijke Poligoes-dialect (Poligoes is een Evenks dorp in de kraj Krasnojarsk). De Evenken in Jakoetië spreken oosterse dialecten, die heel anders zijn dan de zuidelijke waarop de geschreven taal gebaseerd is. Sinds de jaren negentig wordt daarom gewerkt aan een tweede standaard van het geschreven Evenks. Daarbij is er meer aandacht voor de letter Һ һ die het specifieke geluid van oosterse dialecten aan kan duiden en in de geschreven taal in plaats van door de Ӈ ӈ wordt aangegeven met de letter X x of soms de letter Ҥ ҥ.
Het huidige alfabet bestaat uit de volgende 34 letters:
| А а | Б б | В в | Г г | Д д | Е е | Ё ё | Ж ж |
| З з | И и | Й й | К к | Л л | М м | Н н | Ӈ ӈ |
| О о | П п | Р р | С с | Т т | У у | Ф ф | Х х |
| Ц ц | Ч ч | Ш ш | Щ щ | Ъ ъ | Ы ы | Ь ь | Э э |
| Ю ю | Я я |     |     |     |     |     |     |

### China
In de "keizerlijke geschiedenis van de nationale talen Liao, Jin en Yuan" (Chinees :欽定遼金元三史國語解; hanyu pinyin: Qīndìng Liao Jin Yuán San shǐ guóyǔ Jie) dat werd opgesteld in opdracht van keizer Qianlong, is het Mantsjoealfabet gebruikt om Evenkische woorden te schrijven.
Het Evenks in China wordt tegenwoordig geschreven in het Latijnse schrift en op experimentele basis in het Mongoolse schrift. Evenkische wetenschappers hebben in de jaren 1980 een poging gedaan om een standaard voor hun taal te creëren, op basis van zowel het Mongools schrift als een pinyin-achtige Latijnse spelling en publiceerden in 1983 een Evenks-Mongools-Chinees woordenboek met Evenkse woorden gespeld in IPA, een pinyin-achtige spelling en het Mongools schrift. Dit woordenboek werd samen met een verzameling volksliederen in IPA en Mongools schrift (en Chinese muzieknotatie) uitgegeven (Kesingge et al. 1983).
Het orthografische systeem dat is ontwikkeld door Chinese Evenkische onderzoekers weerspiegelt de verschillen tussen de Evenkische en Mongoolse fonologie. Het gebruikt zowel ᠬ als ᠭ (meestal geromaniseerd uit het Mongools als q en ɣ ) voor de /g/. Het systeem gebruikt dubbele letters in zowel het Mongools als het Latijn om de meeste lange klinkers weer te geven; maar de /ɔː/ wordt getranscribeerd als ao in plaats van oo. De liederenverzameling van dezelfde onderzoekers vertoont een aantal orthografische verschillen met de onderstaande tabel. Zo worden lange klinkers af en toe niet alleen verdubbeld, maar krijgen deze ook een tussenliggende stille letter ᠭ (ɣ), wat duidt op een duidelijke orthografische invloed vanuit het Mongools. In het midden en aan het einde van woorden wordt de t geschreven in de ᡨ uit het Mantsjoealfabet. Het woord "Evenki" wordt zelf gespeld als eweŋki , ondanks dat de Mongoolse spelling gewoonlijk de lettercombinatie ŋk verbiedt.
| ᠠ a /a/ | ᠡ e /ə/     | ᠢ y*, i /i/ | ᠣ o /ʊ/ | ᠤ o /ɔ/                       | ᠥ u /o/                       | ᠦ u /u/                       | ᠧ* e /ə/                      |
| ᠨ n /n/ | ᠩ ng /ŋ/    | ᠪ b /b/     | ᠫ p /p/ | ᠬ g /g/                       | ᠭ g /g/                       | ᠮ m /m/                       | ᠯ l /l/                       |
| ᠰ s /s/ | ᠱ x, sh /ʃ/ | ᠲ t /t/     | ᠳ d /d/ | ᠴ q, ch /tʃ/                  | ᠵ j, zh /dʐ/                  | ᠶ y /j/                       | ᠷ r /r/                       |
| ᠸ w /w/ | ᠹ f /f/     | ᠺ k /k/     | ᠾ h /h/ | * aan het begin van een woord | * aan het begin van een woord | * aan het begin van een woord | * aan het begin van een woord |

Du (2007) gebruikt een versie gebaseerd op het Latijns schrift waarbij een aantal klinkers en medeklinkers beter worden onderscheiden dan in het systeem van Kesingge et al.:
| A a /a/    | B b /b/ | C c /ts/ | D d /d/  | E e /ə/ | Ē ē /e/  | F f /f/ | G g /ɡ/        | Ḡ ḡ /ɣ/ |
| H h /x. h/ | I i /i/ | J j /dʒ/ | K k /k/  | L l /l/ | M m /m/  | N n /n/ | Ng ng /ŋ/, /ˠ/ |         |
| Ō ō /ɔ/    | O o /ʊ/ | P p /p/  | Q q /tʃ/ | R r /r/ | S s /s/  | T t /t/ |                |         |
| U u /u/    | V v /ɵ/ | W w /w/  | X x /ʃ/  | Y y /j/ | Z z /dz/ |         |                |         |

## Gebruik

### Rusland
Het Latijnse Sovjet-schriftsysteem uit 1931 en de Cyrillische opvolger uit 1937 waren gebaseerd op het zuidelijke Nepa-dialect, maar in de jaren 1950 werd het alfabet aangepast op basis van het Stenige Toengoeska-dialect Poligoes. Etnograaf Sergej Sjirokogorov vond het maar een kinderlijke taal en voorspelde in een monografie in 1930 dat het snel zou uitsterven. Hoewel er leerboeken tot en met de 8e klas zijn uitgegeven, heeft het geschreven Evenks nog niet de status bereikt van een norm die door alle dialecten kan worden gebruikt. Het wordt met grote moeite begrepen door sprekers van sommige dialecten. Ondanks het feit dat het er niet in slaagde om brede acceptatie te krijgen, overleefde het binnen zijn dialectische basis van ongeveer 5.000 mensen en wordt het tot op de dag van vandaag gebruikt. Sinds de jaren 1930 zijn talloze boeken in het Evenks geschreven zoals woordenboeken, leerboeken, folkloristische werken, romans, poëzie en vertalingen uit het Russisch en andere talen. In de Russische plaats Toera (het vroegere bestuurlijke centrum van Evenkië) bevat de plaatselijke krant een wekelijkse bijlage in het Evenks.
Het Evenks in Rusland telt een grote hoeveelheid Russische leenwoorden, vooral met betrekking tot technieken en onderwerpen die door de Russische pioniers in Siberië werden geïntroduceerd. Het Evenks wordt gesproken in regio's waar veel meertaligheid is. In hun dagelijks leven komen de sprekers in contact met het Russisch, Boerjatisch en Jakoets en elk van deze talen heeft zijn invloed op de Evenks gehad. Russisch is de lingua franca van de regio, waarbij een deel van de Evenken tweetalig is en een deel drietalig. Alle Evenken in Rusland kunnen relatief goed Russisch spreken. In 1989 woonden er 29.957 etnische Evenken in Rusland, waarvan ongeveer een kwart (26,1%) Evenks beschouwde als hun moedertaal. Bulatova probeerde in 1999 sprekers en taalkundigen te waarschuwen dat de taal dreigde te verdwijnen. Bij de Russische volkstelling van 2002 werden 35.527 Evenken geteld, maar slechts 7.580 mensen die Evenks spraken. Bij de volkstelling van 2010 was het aantal Evenken gestegen tot 37.843, maar het aantal sprekers van het Evenks gedaald tot 4802. Het aantal sprekers varieert sterk per regio. In de oblasten Amoer en Tsjita spraken bijvoorbeeld bijna alle Evenken hun taal, maar in Irkoetsk minder dan de helft en in Boerjatië en Jakoetië maar 12 tot 15%. In de laatste regio's dreigen het Boerjatisch en Jakoets het Evenks te verdringen. Een klein aantal Russen, Boerjaren en Jakoeten die samenleven met de Evenken kunnen de taal ook spreken of begrijpen. In 1998 werd de taal onderwezen in kleuterscholen en basisscholen en als keuzevak aangeboden in de 8e klas. De lessen werden beschouwd als een 'etnisch-culturele component' voor het onderwijzen van de Evenkse taal en cultuur. De taal wordt aangeboden als tweede taal aan het Instituut van de Volkeren van het Noorden aan de Staatspedagogische Herzen-universiteit in Sint-Petersburg. In de jaren 1980 vertaalden christelijke missionarissen in Siberië de Bijbel in het Evenks.

### China
In China spreken van de Evenkse bevolking van 30.500 mensen ongeveer 19.000 vloeiend Evenks, waarvan slechts ongeveer 3.000 mensen alleen Evenks spreken. Juha Janhunen deed in 1996 onderzoek naar meertaligheid in Hulunbuir (noordelijk Binnen-Mongolië) en het aangrenzende deel van Heilongjiang (waaronder Qiqihar). Hij ontdekte dat de meeste Solons nog steeds Evenks spraken en dat ongeveer de helft daarnaast de taal Daur machtig was. Bovendien functioneerde het Mongools als een lingua franca voor alle etnische minderheden aldaar, aangezien zij hun middelbare school meestal in het Mongools volgden. De enige Evenken waarvan Janhunen wist dat ze geen Mongools als tweede taal spraken, waren de 'Rendier-Evenken' (soms "Jakoeten" genoemd) in het noordelijke deel van Hulunbuir. Zij gebruikten daarvoor het Russisch. Janhunen voorspelde dat al deze talen, inclusief het Mongools, de komende jaren waarschijnlijk terrein zouden verliezen ten opzichte van het Chinees. Maar Chaoke merkte ruim een decennium later op dat het gebruik van Evenks vrij sterk bleef en dat het nog steeds gebruikelijk was om Evenkse sprekers te vinden die bekwaam waren in drie, vier of zelfs vijf talen.